# Pont de Pfeddersheim
Le Pont de Pfeddersheim est un pont routier d'une longueur de 1 471,4 m pour l'autoroute A61 près de Pfeddersheim en Hesse rhénane, Rhénanie-Palatinat.

## Localisation
Le pont se trouve entre les accès Worms-Nord et Worms. Il enjambe à l'ouest de Worms avec une hauteur maximale de 30 m et avec 34 plateaux la vallée de la Pfrimm ainsi que la trace du chemin de fer Hesse rhénane (Worms-Alzey), la Bundesstraße 47 (Worms-Pfeddersheim) et une route communale (Leiselheim).
L'autoroute est courbée sur le pont. Le viaduc est construit en deux superstructures séparées pour chaque direction entre 1973 et 1975 et a coûté environ 35 millions DM.

## Construction
Les culées et les poutres sont fondées dans la couche de sable et de gravier. Les poutres ayant une section rectangulaire creuse ont une hauteur maximale de 27 m et une largeur de 5,5 m.

## Superstructures
Les deux superstructures parallèles du pont en béton précontraint sont tenues dans la direction longitudinale par du gros œuvre et sont divisées en quatre segments indépendants avec trois joints de délitation. La hauteur de la construction est fixée à 2,7 m.
Les travées s'élèvent pour le pont de 34 sections à 35,2 m, 3 × 45,0 m, 2 × 38,5 m, 8 × 45,0 m, 38,5 m, 36,2 m, 6 × 45,0 m, 2 × 38,5 m, 9 × 45,0 m et 37,5 m ce qui fait une longueur totale de 1 471,4 m.